# 吴山镇 (随县)
吴山镇，是中华人民共和国湖北省随州市随县下辖的一个乡镇级行政单位。

## 行政区划
吴山镇下辖以下地区：
肖家湾社区、联建村、三合村、河西村、联光村、邱家河村、金成村、联华村、联中村、星火村、唐王店村、山丰村、联强村、联宏村、群玉村和新集村。